# خضر علوان
خضر علوان (انگلیسی: Khodor Alaywan (به عربی: خضر علوان)؛ زادهٔ ۱۷ سپتامبر ۱۹۷۳) ورزشکار وزنه‌برداری اهل کشور لبنان است.